# 鬬㝅於菟
鬬㝅於菟（？—？），芈姓，鬬氏，名㝅於菟，一作穀於菟，字子文，称令尹子文，春秋时代楚国令尹。以为官清廉而闻名，被认为是楚国有名的贤相。

## 生平
據《左传·宣公四年》，楚若敖娶鄖國妻子，生了鬬伯比。楚若敖死後，鬬伯比和其母歸於鄖國。後來鬬伯比和鄖子的女儿私通，生了一个孩子，於是鄖夫人派人把这个孩子遗弃在云梦泽。但出乎意料，一只母老虎收养了这个孩子，给他喂奶。某日，鄖子去打猎，看到这种景象，深感恐惧，赶紧回宫，鄖夫人便把事情始末告诉鄖子。鄖子最终决定让他女儿嫁给鬬伯比，去云梦泽把孩子接回来。因为母老虎给他喂奶，所以给他起了「㝅於菟」这个名字（楚人謂乳㝅，謂虎於菟）。
前664年，鬬班杀了令尹子元，鬬㝅於菟继任令尹，因为时局动乱，鬬㝅於菟拿出家产，协助楚国度过难关，其“毁家纾难”之举，为后人所盛赞。
前655年，鬬㝅於菟滅亡了弦國。
前640年，鬬㝅於菟率兵攻打隨國，這是因為隨國突然背離楚國的緣故。左丘明在評價隨國這一舉動時說出了之後著名的成語“不自量力”。
前637年，鬬㝅於菟將令尹之位讓給有大功勞的族人成得臣。
鬬㝅於菟生前非常厭惡侄子鬬椒，認為鬬椒會給若敖氏帶來禍患，并在評價他時說出了之後著名的成語“狼子野心”；其临死前将鬬氏族人聚集起来，劝族人在鬬椒执政前抓紧逃走，并泣叹：“鬼犹求食，若敖氏之鬼不其馁而！”

## 评价
- 成海應：“令尹子文，能自毁其家，以紓楚國之難，可謂忠矣。由是，楚能倔疆於江漢，雖齊桓公之兵力，未能服其心，纔取盟而還。然楚之所猾夏者，皆子文爲之謀也。彼生長於蠻夷之中，徒知富彊之爲國，而未能導其君於義，縱其內行，如禽獸然，至取鄭文芈二女而歸，其淫昏如此。安用大臣爲哉。”（『硏經齋全集續集』10冊，史論，令尹子文）